# Liste der mexikanischen Botschafter auf den Philippinen
| Ernennung Akkreditierung | Name                                  | Bemerkungen | ernannt von                   | akkreditiert bei der Regierung | Posten verlassen  |
| ------------------------ | ------------------------------------- | ----------- | ----------------------------- | ------------------------------ | ----------------- |
| 15. April 1953           | Carlos César Gutiérrez Macías         |             | Adolfo Ruiz Cortines          | Elpidio Quirino                | 29. November 1961 |
| 16. Juni 1961            | José Muñoz Zapata                     |             | Adolfo López Mateos           | Carlos P. Garcia               | 10. März 1965     |
| 1. Mai 1965              | Francisco Espartaco García Estrada    |             | Gustavo Díaz Ordaz            | Ferdinand Marcos               | 3. Juni 1965      |
| 16. Juli 1968            | Federico Barrera Fuentes              |             | Gustavo Díaz Ordaz            | Ferdinand Marcos               | 8. März 1971      |
| 19. November 1971        | Pablo Padilla Ramírez                 |             | Luis Echeverría Álvarez       | Ferdinand Marcos               | 31. August 1972   |
| 15. Dezember 1972        | Ernesto Madero Vázquez                |             | Luis Echeverría Álvarez       | Ferdinand Marcos               | 1. März 1974      |
| 3. Oktober 1974          | Roberto Molina Pasquel                |             | Luis Echeverría Álvarez       | Ferdinand Marcos               | 1. März 1974      |
| 24. Juli 1978            | Guillermo Corona Muñoz                |             | José López Portillo           | Ferdinand Marcos               | 25. Januar 1980   |
| 25. Januar 1980          | Mario Mirón Velázquez                 |             | José López Portillo           | Ferdinand Marcos               | 8. August 1980    |
| 14. August 1980          | José Joaquín Bernal y García Pimentel |             | José López Portillo           | Ferdinand Marcos               | 20. Januar 1984   |
| 14. Februar 1984         | Armando Cantú Medina                  |             | Miguel de la Madrid Hurtado   | Ferdinand Marcos               | 1. Oktober 1988   |
| 8. November 1988         | Héctor Ibarra Morales                 |             | Carlos Salinas de Gortari     | Corazon Aquino                 | 11. Dezember 1992 |
| 19. Februar 1993         | Vicente Luis Coca Álvarez             |             | Carlos Salinas de Gortari     | Fidel Ramos                    | 31. Juli 1995     |
| 1. September 1995        | Enrique René Michel Santibáñez        |             | Ernesto Zedillo Ponce de León | Fidel Ramos                    | 20. Februar 2001  |
| 30. Juni 2001            | Enrique Hubbard Urrea                 |             | Vicente Fox                   | Gloria Macapagal-Arroyo        | 9. Dezember 2004  |
| 20. August 2005          | Eréndira Araceli Paz Campos           |             | Vicente Fox                   | Gloria Macapagal-Arroyo        | 2008              |
| 2008                     | Tomás Javier Calvillo Unna            |             | Felipe Calderón               | Gloria Macapagal-Arroyo        |                   |